# Battaglia di 'Ayn al-Warda
La battaglia di ʿAyn al-Warda (in arabo ﻣﻌﺮﻛـة ﻋﻴﻦ ﺍﻟﻮﺭﺩة‎?, Maʿrakat ʿAyn al-Warda, "Fonte della rosa"), è stato uno scontro armato svoltosi il 6 gennaio del 685 tra l'esercito califfale omayyade e un gruppo di abitanti di Kufa che si autodefinirono "Penitenti" (Tawwabūn).
I "Penitenti" erano alidi guidati da Sulaymān ibn Surad, che volevano vendicare la loro vile inazione durante i fatti che condussero allo sterminio nel 680 del nipote del Profeta Maometto, al-Husayn ibn 'Ali a Kerbelāʾ, ucciso dalla cavalleria inviata, su disposizione del Califfo Yazīd I, dal Wali di Kufa, ʿUbayd Allāh b. Ziyād.
Con l'esplodere della Seconda Fitna e il collasso dell'autorità omayyade, a causa dell'estinzione del suo ramo sufyanide fino ad allora governante, Sulaymān ibn Ṣurad cominciò nel 684 a chiamare a raccolta quanti erano ostili al modo di governare omayyade e che riponevano le loro speranze in una guida della Umma da parte dell'Ahl al-Bayt, che si sperava fosse divinamente assistita da Allah.
Malgrado fossero ben 16 000 coloro che risposero positivamente all'appello, solo 4 000 si presentarono in armi a Nukhayla, il suburbio di Kufa. Da lì essi si mossero verso l'Eufrate, puntando sulla Jazira.
A Qarqīsiya, vicino alla frontiera siriana, gli scampati qaysiti della Battaglia di Marj Rahit (684) li soccorsero con rifornimenti e consigli ma rifiutarono di unirsi a loro, per l'evidente improponibilità di uno scontro senza speranze. I Penitenti si approssimarono ad ʿAyn al-Warda (identificata con Raʾs ʿAyn), dove si scontrarono con le forze omayyadi, forti di 20 000 uomini al comando di al-Husayn ibn al-Numayr.
La battaglia durò per tre giorni. Malgrado i Penitenti avessero la meglio nel primo scontro, nei successivi due giorni la netta prevalenza delle forze omayyadi si fece valere sul campo. Infine, Sulaymān b. Ṣurad fu ucciso in combattimento e i Penitenti si arresero, finendo con l'essere però quasi totalmente annichiliti. Rifaʿa b. Shaddād al-ʿAwsaja al-Fityānī esortò i sopravvissuti a mettersi in salvo a Qarqīsiya, e morì anch'egli nella battaglia.
L'esiguo numero di Penitenti scampato all'eccidio si orientò a seguire allora la linea più pragmatica di al-Mukhtār b. Abī ʿUbayd, che aveva inutilmente tentato di evitare fin dall'inizio quella velleitaria azione senza concrete speranze. Quanti si unirono al suo movimento vollero chiamarsi Shīʿat al-Mahdī (La fazione del Mahdi), Shīʿat al-Ḥaqq (La fazione della Verità) o Shīʿat Al Muḥammad (La fazione della Famiglia di Maometto).